# Муниципальное образование «Улейское»
Муниципальное образование «Улейское» — муниципальное образование со статусом сельского поселения в Осинском районе Иркутской области России. Административный центр — Унгин (Улей).

## Демография
По результатам Всероссийской переписи населения 2010 года 
численность населения муниципального образования составила 1339 человек, в том числе 661 мужчина и 678 женщин.

## Населенные пункты
В состав муниципального образования входят населенные пункты
- Унгин
- Батхай
- Тагай[2]